# Nesiosphaerion
Nesiosphaerion is een kevergeslacht uit de familie van de boktorren (Cerambycidae). De wetenschappelijke naam van het geslacht werd voor het eerst geldig gepubliceerd in 1982 door Martins & Napp.

## Soorten
Nesiosphaerion omvat de volgende soorten:
- Nesiosphaerion caymanensis (Fisher, 1948)
- Nesiosphaerion charynae Lingafelter, 2008
- Nesiosphaerion insulare (White, 1853)
- Nesiosphaerion testaceum (Fisher, 1932)